# Parafia św. Andrzeja Boboli w Połocku
Parafia św. Andrzeja Boboli w Połocku – rzymskokatolicka parafia znajdująca się w Połocku, w diecezji witebskiej, w dekanacie połockim, na Białorusi.

## Historia
W 1498 Aleksander Jagiellończyk ufundował w Połocku klasztor bernardynów. W 1581 Stefan Batory założył tu klasztor i kolegium jezuickie z kościołem. Ponadto istniał kościół i klasztor dominikanów założony w 1670. Przy klasztorze dominikańskim mieściła się jedyna w mieście katolicka parafia pw. Matki Bożej Różańcowej. W 1744 leżała ona w dekanacie połockim diecezji wileńskiej. Kościół jezuicki decyzją władz carskich został przejęty przez Cerkiew w 1820. Parafia w Połocku przestała istnieć po rewolucji październikowej, gdy komuniści zamknęli kościół. Parafia reaktywowana została 20 września 1997. Na kościół parafialny przebudowano budynek kina.